# 픽셀페드
픽셀페드(Pixelfed)는 자유-오픈 소스 소프트웨어 소셜 네트워크 서비스이다. 이 플랫폼은 이메일 서비스 제공자와 대략적으로 비교할 수 있는 분산 아키텍처를 사용하며, 이는 사용자 데이터가 하나의 중앙 서버에 저장되지 않음을 의미한다. 액티비티펍 프로토콜을 사용하여 사용자들이 마스토돈 (소프트웨어), 피어튜브, 프렌디카와 같은 프로토콜 내의 다른 소셜 네트워크와 상호 작용할 수 있게 한다. 픽셀페드와 이 프로토콜을 사용하는 다른 플랫폼들은 페디버스의 일부로 간주된다.
마스토돈 (소프트웨어)와 마찬가지로, 픽셀페드는 콘텐츠 조작 알고리즘 없이 시간순 타임라인을 구현한다. 또한 제3자 애널리틱스나 추적 없이 개인 정보 보호에 중점을 둔다. 픽셀페드는 선택적으로 각 서버를 기반으로 해시태그, 지오태그 및 좋아요로 미디어를 정리한다. 또한 게시물별로 팔로워만, 공개, 미등록의 세 가지 방식으로 대상을 구분할 수 있다. 다른 여러 소셜 플랫폼과 마찬가지로 픽셀페드는 계정을 잠글 수 있으며, 이 경우 팔로워는 소유자의 사전 승인을 받아야 한다.

## 기능
픽셀페드는 인스타그램과 유사한 사진 공유 기능을 가지고 있으며 때로는 인스타그램의 윤리적 대안으로 간주되기도 한다. 사용자들은 연결된 픽셀페드 인스턴스 형태의 독립적이고 분산되며 연동되는 사진 커뮤니티를 통해 사진, 스토리 및 컬렉션을 게시할 수 있다. 사용자와 동일한 픽셀페드 인스턴스에서 작성된 게시물은 로컬 피드에 나타나고, 다른 페디버스 인스턴스에서 온 게시물은 글로벌 피드에서 볼 수 있다. 반면 홈 피드는 팔로우하는 사용자의 게시물을 보여준다. 둘러보기 페이지는 사용자에게 흥미로울 수 있는 이미지를 표시한다.
각 게시물에는 최대 10장의 사진 또는 동영상을 첨부할 수 있다. 픽셀페드는 또한 마스토돈 (소프트웨어)의 일부 기능을 공유하며, 발견 피드 및 콘텐츠 경고를 강조한다.
안드로이드와 iOS 모두에 공식 및 서드파티 앱이 제공되며, 공식 앱은 2025년 1월에 출시되었다.

## 보안
픽셀페드는 시간 기반 일회용 비밀번호 모바일 앱을 통한 이중 인증을 지원한다.

## 평가
NLnet은 2020년 픽셀페드의 도구와 기능이 인스타그램의 "더 매력적인 (그리고 윤리적인) 대안"이라고 주장했다.
2022년 12월, 존 부어히스는 iOS에서 픽셀페드를 사용하는 것에 대한 상세한 리뷰를 작성하며 "픽셀페드는 액티비티펍 프로토콜을 채택한 인스타그램의 분산형 버전과 같다"고 말했다.
2023년 2월, 페이스북, 트위터, 인스타그램에서 페디버스로 옮겨야 하는지에 대한 상세한 리뷰에서 인포월드 칼럼니스트 앤드루 C. 올리버는 "마스토돈과 픽셀페드는 비연동형 counterpart보다 더 안전하게 느껴진다"고 썼으며, 픽셀페드는 인스타그램에 대한 페디버스의 답이라고 말했다. 올리버는 또한 "픽셀페디버스"는 아직 초기 단계이며, 콘텐츠는 더 적지만 더 흥미롭거나 적어도 조작적이지 않다고 말했다. 라이프와이어의 찰리 소렐은 픽셀페드가 마스토돈의 유연성을 보여주며, 액티비티펍 때문에 트위터보다 훨씬 더 나은 잠재력을 가지고 있다고 말했다.
픽셀페드 사용은 책과 컨퍼런스 proceedings에서 논의되었다.
2025년 1월, 404 미디어는 메타가 페이스북에서 픽셀페드 링크와 메타의 차단에 대한 404 미디어의 기사를 포함하는 모든 게시물을 차단하고 있다고 보도했다. 또한 메타가 해당 검열에 대한 404 미디어의 기사까지 차단하고 있다고 보도되었다.

## 같이 보기
- 분산 소셜 네트워크
- 분산 소셜 네트워킹 소프트웨어 및 프로토콜 비교